# Ekaterina Boldina
Ekaterina Gennad'evna Boldina (in russo Екатерина Геннадьевна Болдина?; Mosca, 21 aprile 1969) è un'ex pentatleta russa.
Membro della squadra nazionale dell'URSS e della Russia di pentathlon moderno dal 1988 al 1994.

## Palmarès
In carriera ha conseguito i seguenti risultati:
- Europei

Györ 1993: argento nel pentathlon moderno a squadre.